# Aleksandr Rjazancev
Aleksandr Aleksandrovič Rjazancev (in russo Александр Александрович Рязанцев?; traslitterazione anglosassone Aleksandr Ryazantsev; Mosca, 5 settembre 1986) è un ex calciatore russo, di ruolo centrocampista.

## Carriera

### Club
Cresciuto nelle giovanili del Futbol'nyj Klub Torpedo Moskva, nel 2002 ha giocato per il Futbol'nyj Klub Moskva dove fino al 2005 ha ottenuto solo 2 presenze in campionato.
Nel 2006 si è trasferito al Futbol'nyj Klub Rubin Kazan'. Con questa maglia ha ottenuto 155 presenze in campionato e 20 gol fino al 2014.
Nel 2014 si è trasferito invece allo Zenit Sankt-Peterburg e nel 2016 è andato in prestito all'Futbol'nyj Klub Ural con cui ha ottenuto 11 presenze.

### Nazionale
Nel 2003 ha giocato 3 partite per la Nazionale Under-17 di calcio della Russia, mentre dal 2006 al 2008 12 partite e 4 gol con la Nazionale Under-21 di calcio della Russia.
Dal 2011 è stato convocato per la Nazionale maggiore della Russia.

## Statistiche

### Cronologia presenze e reti in Nazionale
| Cronologia completa delle presenze e delle reti in nazionale ― Russia | Cronologia completa delle presenze e delle reti in nazionale ― Russia | Cronologia completa delle presenze e delle reti in nazionale ― Russia | Cronologia completa delle presenze e delle reti in nazionale ― Russia | Cronologia completa delle presenze e delle reti in nazionale ― Russia | Cronologia completa delle presenze e delle reti in nazionale ― Russia | Cronologia completa delle presenze e delle reti in nazionale ― Russia | Cronologia completa delle presenze e delle reti in nazionale ― Russia |
| Data                                                                  | Città                                                                 | In casa                                                               | Risultato                                                             | Ospiti                                                                | Competizione                                                          | Reti                                                                  | Note                                                                  |
| --------------------------------------------------------------------- | --------------------------------------------------------------------- | --------------------------------------------------------------------- | --------------------------------------------------------------------- | --------------------------------------------------------------------- | --------------------------------------------------------------------- | --------------------------------------------------------------------- | --------------------------------------------------------------------- |
| 7-6-2011                                                              | Salisburgo                                                            | Camerun                                                               | 0 – 0                                                                 | Russia                                                                | Amichevole                                                            | -                                                                     |                                                                       |
| 6-9-2013                                                              | Kazan'                                                                | Russia                                                                | 4 – 1                                                                 | Lussemburgo                                                           | Qual. Mondiali 2014                                                   | -                                                                     |                                                                       |
| 15-11-2013                                                            | Dubai                                                                 | Russia                                                                | 1 – 1                                                                 | Serbia                                                                | Amichevole                                                            | -                                                                     |                                                                       |
| 19-11-2013                                                            | Dubai                                                                 | Russia                                                                | 2 – 1                                                                 | Corea del Sud                                                         | Amichevole                                                            | -                                                                     |                                                                       |
| 31-3-2015                                                             | Khimki                                                                | Russia                                                                | 0 – 0                                                                 | Kazakistan                                                            | Amichevole                                                            | -                                                                     |                                                                       |
| Totale                                                                |                                                                       | Presenze                                                              | 5                                                                     |                                                                       | Reti                                                                  | 0                                                                     |                                                                       |

## Palmarès

### Club

#### Competizioni nazionali
- Campionato russo: 3

Rubin: 2008, 2009
Zenit San Pietroburgo: 2014-15
- Coppa di Russia: 1

Rubin: 2011-2012
- Supercoppa di Russia: 4

Rubin: 2010, 2012
Zenit San Pietroburgo: 2015, 2016
- Pervenstvo Futbol'noj Nacional'noj Ligi: 1

Torpedo Mosca: 2021-2022

#### Competizioni internazionali
- Coppa dei Campioni della CSI: 1

Rubin: 2010